# Miradouro das Eirinhas
O Miradouro das Eirinhas é um miradouro português localizado na freguesia da Maia, concelho da Ribeira Grande, ilha açoriana de São Miguel.